# Budai

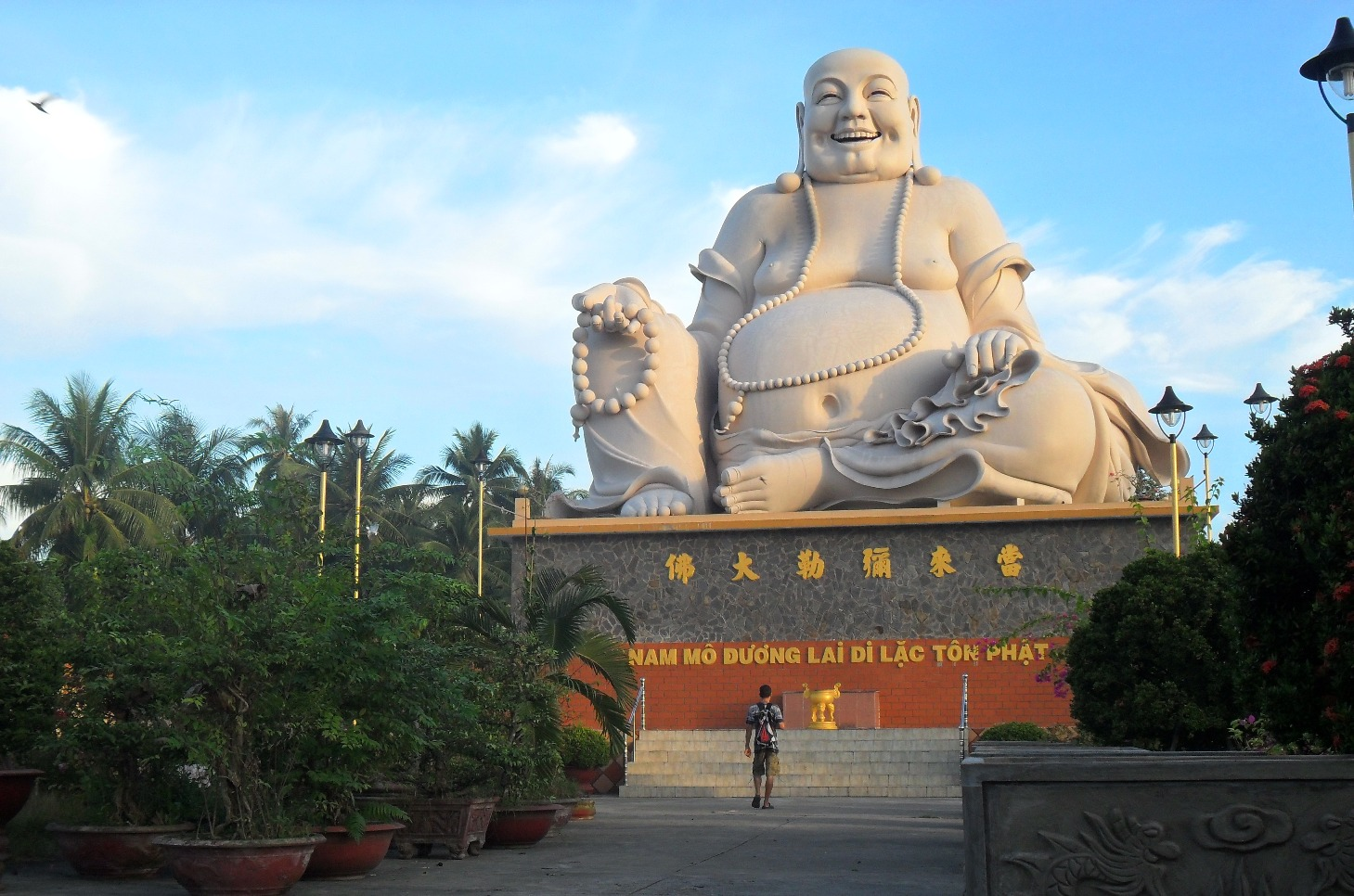
Estátua de Budai no templo de Vĩnh Tràng, sul do Vietnã

Budai (também conhecido como Hotei ou Pu-Tai) foi um monge budista de historicidade duvidosa, e é venerado no budismo chinês e também foi introduzido ao panteão budista japonês. Alega-se que ele viveu por torno do século X no reino de Wuyue. Seu nome significa "saco de pano" e se refere à bolsa que, de acordo com seus retratos, ele carrega ao vagar sem rumo. Sua natureza alegre, personalidade jocosa e estilo de vida excêntrico são incomuns entre os mestres e figuras budistas. Ele quase sempre é retratado sorrindo ou rindo, daí o seu apelido em chinês, "o Buda que ri". Tradicionalmente retratado como obeso, ele também é conhecido como "Buda gordo". Apesar dessa mistura de termos, Budai é uma figura distinta de Sidarta Gautama, o Buda histórico, com o qual muitas vezes é confundido.
A principal evidência textual apontando para Budai reside numa coleção de biografias de monges do Zen Budismo conhecida como Transmissão da Lâmpada.